# Le Secret de Green Knowe
Pour plus de détails, voir Fiche technique et Distribution.
Le Secret de Green Knowe (From Time to Time en version originale) est un film d'aventure fantastique britannique réalisé par Julian Fellowes sorti en 2009.

## Synopsis
À la fin de la Seconde Guerre mondiale, à l'hiver 1944, sans nouvelles de son père officier britannique, le jeune Tolly est envoyé pour les fêtes de Noël chez sa grand-mère Linnet, en grandes difficultés financières. Elle est résignée à vendre le manoir pourtant dans sa famille depuis six générations. Tolly va alors découvrir — le présent se mêlant au passé fantomatique — les destins de son aïeule Susan et de Jacob, jeune esclave noir que son père a sauvé pour en faire le compagnon de sa fille aveugle, de la mère de celle-ci, Maria, de son fils dévoyé, Sefton, d'un sinistre majordome, Caxton. Tolly va élucider un mystère vieux de plusieurs siècles : la disparition, lors d'un incendie, des splendides joyaux de Maria.

## Fiche technique
- Titre : Le Secret de Green Knowe
- Titre original : From Time to Time
- Réalisation : Julian Fellowes
- Scénario : Lucy M. Boston et Julian Fellowes, d'après le roman "Les Cheminées enchantées" (The Chimneys of Green Knowe) de Lucy M. Boston
- Photographie : Alan Almond
- Montage : John Wilson
- Musique : Ilan Eshkeri
- Producteur : Julian Fellowes, Paul Kingsley et Liz Trubridge
  - Producteur exécutif : Linda Bruce
  - Producteur associé : Tabitha Jenkins et Nichola Martin
  - Producteur délégué : Tim Smith, James Spring et Barnaby Thompson
- Production : Ealing Studios et Lionhead Studios
- Distribution : Ealing Studios
- Pays d'origine :  Royaume-Uni
- Genre : Film d'aventure fantastique
- Durée : 95 minutes
- Dates de sortie :
  -  Royaume-Uni : 
    - 15 octobre 2009 (Festival du film de Londres)
    - 24 septembre 2010

  -  France : 5 février 2014 (DVD)

## Distribution
- Alex Etel (V. F. : Thomas Sagols) : Tolly Oldknow
- Timothy Spall (V. F. : Vincent Grass) : Boggis
- Maggie Smith (V. F. : Mireille Delcroix) : Linnet Oldknow
- Christopher Villiers (V. F. : Constantin Pappas) : Officier
- Pauline Collins (V. F. : Marie-Martine) : Mme Tweedle
- Eliza Bennett (V. F. : Camille Gondard) : Susan Oldknow
- Rachel Bell : Perkins
- Dominic West (V. F. : Antoine Nouel) : Caxton
- Carice van Houten (V. F. : Elisabeth Ventura) : Maria Oldknow
- Douglas Booth (V. F. : Olivier Martret) : Sefton
- Jenny McCracken (V. F. : Solange Boulanger) : Mme Gross
- Christine Lohr : Mme Robbins
- Hugh Bonneville (V. F. : Patrick Bonnel) : Capitaine Oldknow
- Kwayedza Kureya (V. F. : Alexandre Nguyen) : Jacob
- Allen Leech (V. F. : Yannick Blivet) : Fred Boggis
- Helen Kennedy (V. F. : Laura Zichy) : Nellie
- Daisy Lewis : Rose
- Harriet Walter (V. F. : Isabelle Langlois) : Lady Gresham
- David Robb (V. F. : Jean-François Lescurat) : Lord Farrar
- Lynn Farleigh : la voyante

Société de doublage : Maia Productions
Direction artistique : Benoît Du Pac
Adaptation VF : Perrine Dézulier
Adaptation VOSTF : Edouard Sonet